# زیرزمین کاخ سفید

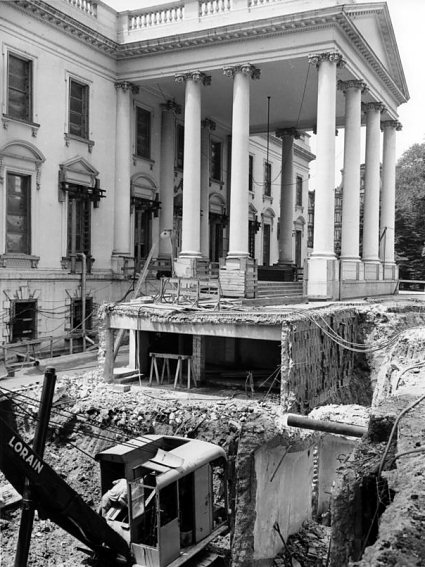
نگاره‌ای از بازسازی‌های محوطه زیرزمین کاخ سفید مربوط به سال ۱۹۵۰ میلادی

زیرزمین کاخ سفید (انگلیسی: White House basement) محوطهٔ زیرین و محل کار رئیس‌جمهور ایالات متحده آمریکا در کاخ سفید است. محوطه زیرزمین در زیر رواق شمالی قرار دارد. زیرزمین کاخ سفید همچنین به عنوان کارگاه نجاران، مهندسان و گل‌آرایان کاخ شناخته می‌شود. یک مطب دندانپزشکی نیز در این زیرزمین وجود دارد.

## تاریخچه
در طول جنگ جهانی دوم ، یک پناهگاه بمب در زیر بال شرقی ساخته شد که بعداً به مرکز عملیات اضطراری ریاست جمهوری تبدیل شد. این زیرزمین در زمان بازسازی کاخ سفید به فرماندهی هری اس ترومن اضافه شد. این شامل فضای ذخیره سازی ، خشکشویی ، ماشین آلات کنترل آسانسور ، نرم کننده آب و زباله سوز و همچنین اتاق های لباس مخصوص مجریان کاخ سفید است.دویت آیزنهاور اولین پخش تلویزیونی کاخ سفید را از یک اتاق ویژه در زیرزمین در سال 1953 انجام داد ، اگرچه "اتاق پخش" به زودی برای اهداف دیگر تقسیم شد. یک سالن بولینگ توسط ریچارد نیکسون در سال ۱۹۶۹ اضافه شد. 

## نگارخانه

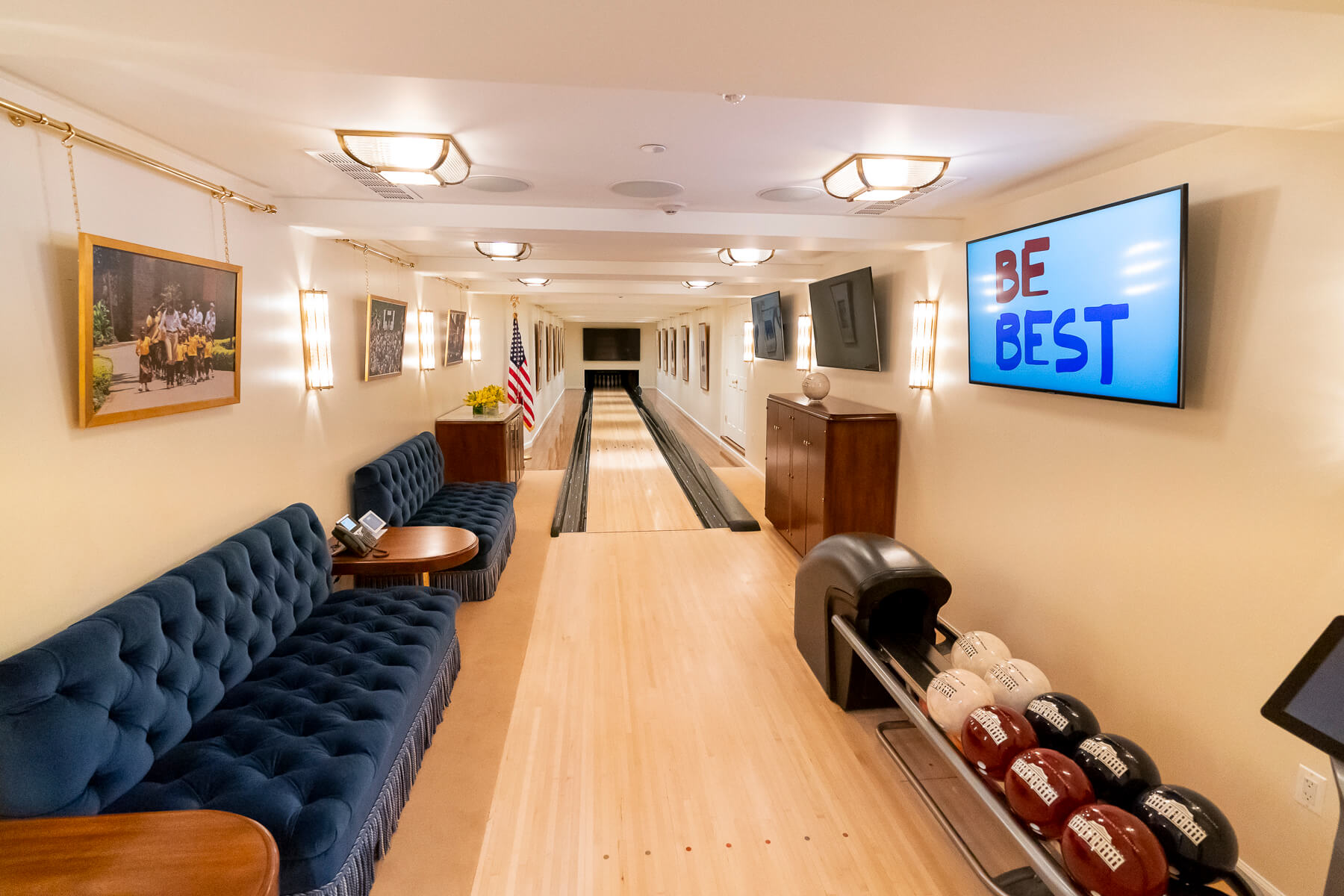